# دریاچه ازریشچه
دریاچه ازریشچه (انگلیسی: Lake Ezerische) یک دریاچه مرزی در استان پسکوف کشور روسیه است.